# Rio Twentymile
O rio Twentymile é um curso de água localizado próximo à Península de Kenai, no estado do Alasca, Estados Unidos.

## Curso
O rio tem sua nascente em um vale remoto, alimentado pelo degelo de vários pequenos glaciares situados na região do Whitecrown, nas Montanhas Chugach. De lá, flui para um amplo vale, recebendo as águas dos rios Moraine e Glacier. Após percorrer aproximadamente 27 quilômetros, o rio deságua no Turnagain Arm, formando um extenso delta pantanoso junto aos deltas do Portage Creek e do Rio Placer.
Ao contrário do que se acredita popularmente, a fonte do rio não é o Glaciar Twentymile.

## Fauna e pesca
O rio Twentymile é conhecido localmente por sua grande migração de peixe-espátula (hooligan) durante o mês de maio. Nesse período, muitos residentes de Anchorage visitam o rio para praticar a pesca com redes de mergulho (dipnetting). Além disso, o rio também apresenta pequenas corridas de salmão.